# Liste der denkmalgeschützten Objekte in Laab im Walde
Die Liste der denkmalgeschützten Objekte in Laab im Walde enthält die 9 denkmalgeschützten, unbeweglichen Objekte der Gemeinde Laab im Walde.

## Denkmäler
| Foto |                 | Denkmal | Standort                                              | Beschreibung | Metadaten |
| ---- | --------------- | --- | ----------------------------------------------------- | --- | --- |
| ja   | Datei hochladen | Diebsgrabenaquädukt HERIS-ID: 111685 Objekt-ID: 129674                                                                                              | Standort KG: Laab im Walde                            | Die II. Wiener Hochquellenwasserleitung ist eine 183 Kilometer lange Trinkwasser-Versorgungsleitung für die Stadt Wien. Sie wurde auf Betreiben von Karl Lueger errichtet und nach zehnjähriger Bauzeit am 2. Dezember 1910 als II. Kaiser-Franz-Josef-Hochquellenleitung eröffnet. | BDA-Hist.: Q37826069 Status: Bescheid Stand der BDA-Liste: 2025-06-30 Name: Diebsgrabenaquädukt GstNr.: 170/2, 173/4 Diebsgrabenaquädukt, Laab im Walde |
| ja   | Datei hochladen | Kanalbrücke Fammersgraben, 2 Einsteigtürme (115, 116) HERIS-ID: 111683 Objekt-ID: 129672                                                            | Standort siehe Beschreibung KG: Laab im Walde         | Bauwerke der II. Wiener Hochquellenwasserleitung. Neben dem Diebsgrabenaquädukt und dem Bierbrunnaquädukt sind unter diesem Eintrag der Einsteigturm 115 (Lage), die Kanalbrücke Fammersgraben (Lage) und der Einsteigturm 116 (Lage) geschützt.                                    | BDA-Hist.: Q37826050 Status: Bescheid Stand der BDA-Liste: 2025-06-30 Name: Kanalbrücke Fammersgraben, 2 Einsteigtürme (115, 116) GstNr.: 99: 100/1, 92/1, 100/3, 173/1, 61/134 Hochquellenwasserleitung_in_Laab_im_Walde                                              |
| ja   | Datei hochladen | Bierbrunnaquädukt HERIS-ID: 111684 Objekt-ID: 129673                                                                                                | Tiergartenstraße 18a, bei Standort KG: Laab im Walde  | Bauwerk der II. Wiener Hochquellenwasserleitung. | BDA-Hist.: Q37826059 Status: Bescheid Stand der BDA-Liste: 2025-06-30 Name: Bierbrunnaquädukt GstNr.: 170/1, 173/5, 181/1, 132/2, 130/1, 157/3, 128/8, 131/6, 50/2 Bierbrunnaquädukt, Laab im Walde                                                                    |
| ja   | Datei hochladen | Wegkapelle HERIS-ID: 75267 Objekt-ID: 88746 | Hauptstraße 23, bei Standort KG: Laab im Walde        | Spätbarock-klassizistische Kapelle mit Kruzifix um 1800 am Anger | BDA-Hist.: Q38138720 Status: § 2a Stand der BDA-Liste: 2025-06-30 Name: Wegkapelle GstNr.: 245/1 |
| ja   | Datei hochladen | Ehem. Schloss Wintersbach / Kath. Pfarrkirche hl. Koloman und Pfarrhof samt Nebengebäude (Wohnhaus) und Ummauerung HERIS-ID: 50103 Objekt-ID: 54721 | Hauptstraße 38 Standort KG: Laab im Walde             | Im 17. Jahrhundert errichtete vierflügelige Schlossanlage, nach einem Brand 1865 wurde nur der Straßentrakt wieder aufgebaut | BDA-Hist.: Q16799265 Status: § 2a Stand der BDA-Liste: 2025-06-30 Name: Ehem. Schloss Wintersbach/ Kath. Pfarrkirche hl. Koloman und Pfarrhof samt Nebengebäude (Wohnhaus) und Ummauerung GstNr.: .51, .50/2, 41/3, 41/4 Schloss Wintersbach - Pfarrkirche St. Koloman |
| ja   | Datei hochladen | Figurenbildstock hl. Johannes Nepomuk HERIS-ID: 75269 Objekt-ID: 88748                                                                              | gegenüber Hauptstraße 38 Standort KG: Laab im Walde   | Ursprünglich am Kärntnertor in Wien befindliche Statue aus der Mitte des 18. Jahrhunderts | BDA-Hist.: Q38138735 Status: § 2a Stand der BDA-Liste: 2025-06-30 Name: Figurenbildstock hl. Johannes Nepomuk GstNr.: 247/10 Nepomukstatue Laab im Walde |
| ja   | Datei hochladen | Wegkapelle HERIS-ID: 75266 Objekt-ID: 88745 | bei Karl Schindler-Gasse 1 Standort KG: Laab im Walde | Wegkapelle im Stil der Neorenaissance um 1900 mit Marienbild und Liegefigur der hl. Rosalia in der Sockelnische | BDA-Hist.: Q38138705 Status: § 2a Stand der BDA-Liste: 2025-06-30 Name: Wegkapelle GstNr.: 13/2 |
| ja   | Datei hochladen | Klosteranlage der Barmherzigen Schwestern vom hl. Vinzenz von Paul HERIS-ID: 75265 Objekt-ID: 88744                                                 | Klostergasse 7-9 Standort KG: Laab im Walde           | Standort der ehemaligen Kirche und Kaltwasserheilanstalt, als weithin sichtbarer Bau im Heimatstil 1912/13 von Hubert Gangl neu erbaut | BDA-Hist.: Q38138690 Status: § 2a Stand der BDA-Liste: 2025-06-30 Name: Klosteranlage der Barmherzigen Schwestern vom hl. Vinzenz von Paul GstNr.: 209, 210, 208/2 Laab im Walde Klosteranlage                                                                         |
| ja   | Datei hochladen | Weissche Kapelle HERIS-ID: 40477 Objekt-ID: 40416                                                                                                   | bei Schloßgasse 24 Standort KG: Laab im Walde         | 1774 von Carl Graf Colloredo gestifteter Rechteckbau mit barockem Kruzifix, 1852 wieder aufgebaut, 1994 bis 1997 renoviert | BDA-Hist.: Q37994589 Status: Bescheid Stand der BDA-Liste: 2025-06-30 Name: Weissche Kapelle GstNr.: .19 Weissche Kapelle |